# Schilderbaum

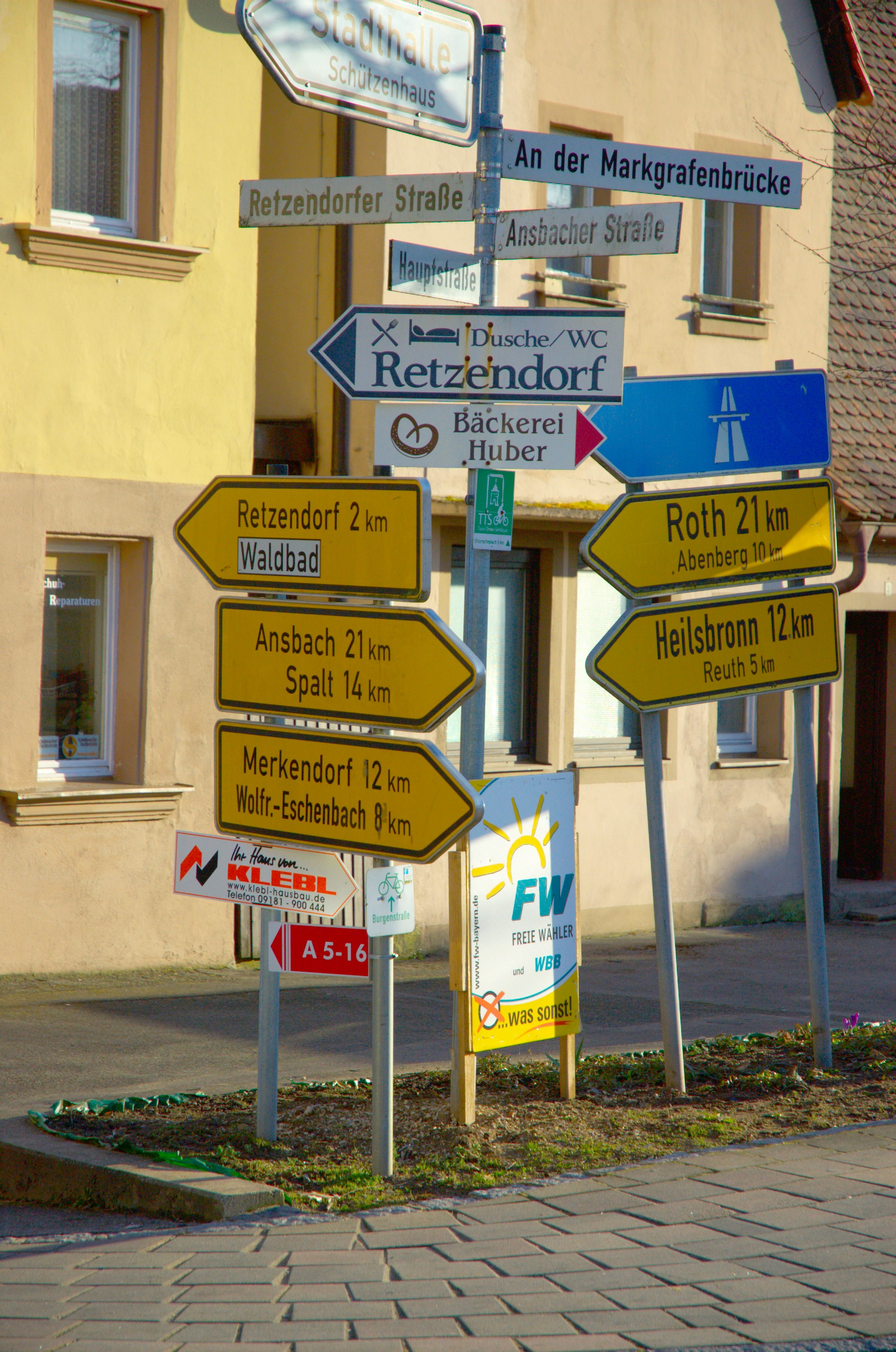
Schilderbäume für den Straßenverkehr

Ein Schilderbaum ist ein zu verkehrstechnischen oder touristischen Zwecken erstelltes Konstrukt aus einem meist künstlichen vertikalem Pfosten und meist mehreren daran befestigten Wegweisern, die in verschiedene Richtungen zeigen.

## Typen
Schilderbäume können mindestens in folgende Kategorien unterteilt werden:
- Wegweiser mit einer u. U. verwirrend großen Anzahl unterschiedlicher Richtungshinweise für den Straßenverkehr
- Wegweiser für Wanderer oder Radfahrer[1]
- Rein touristische Schilderbäume zu eher dekorativen Zwecken

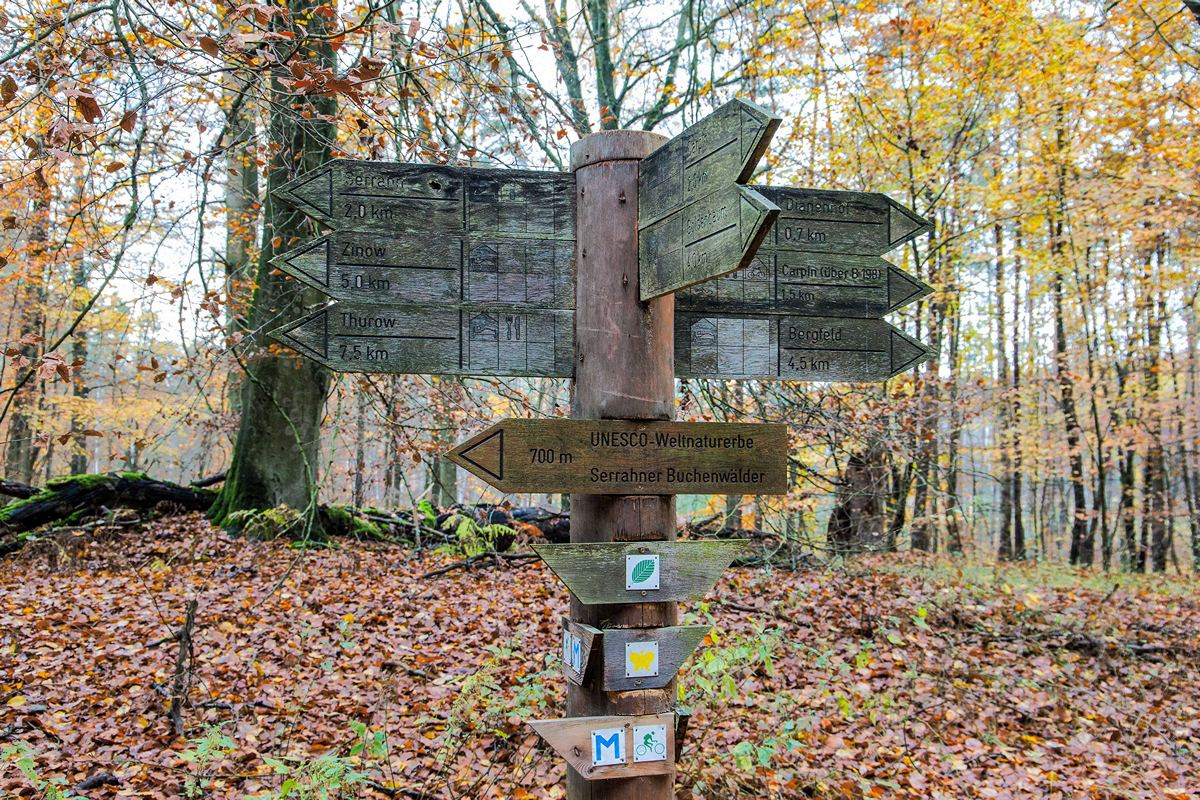
Schilderbaum für Wanderer
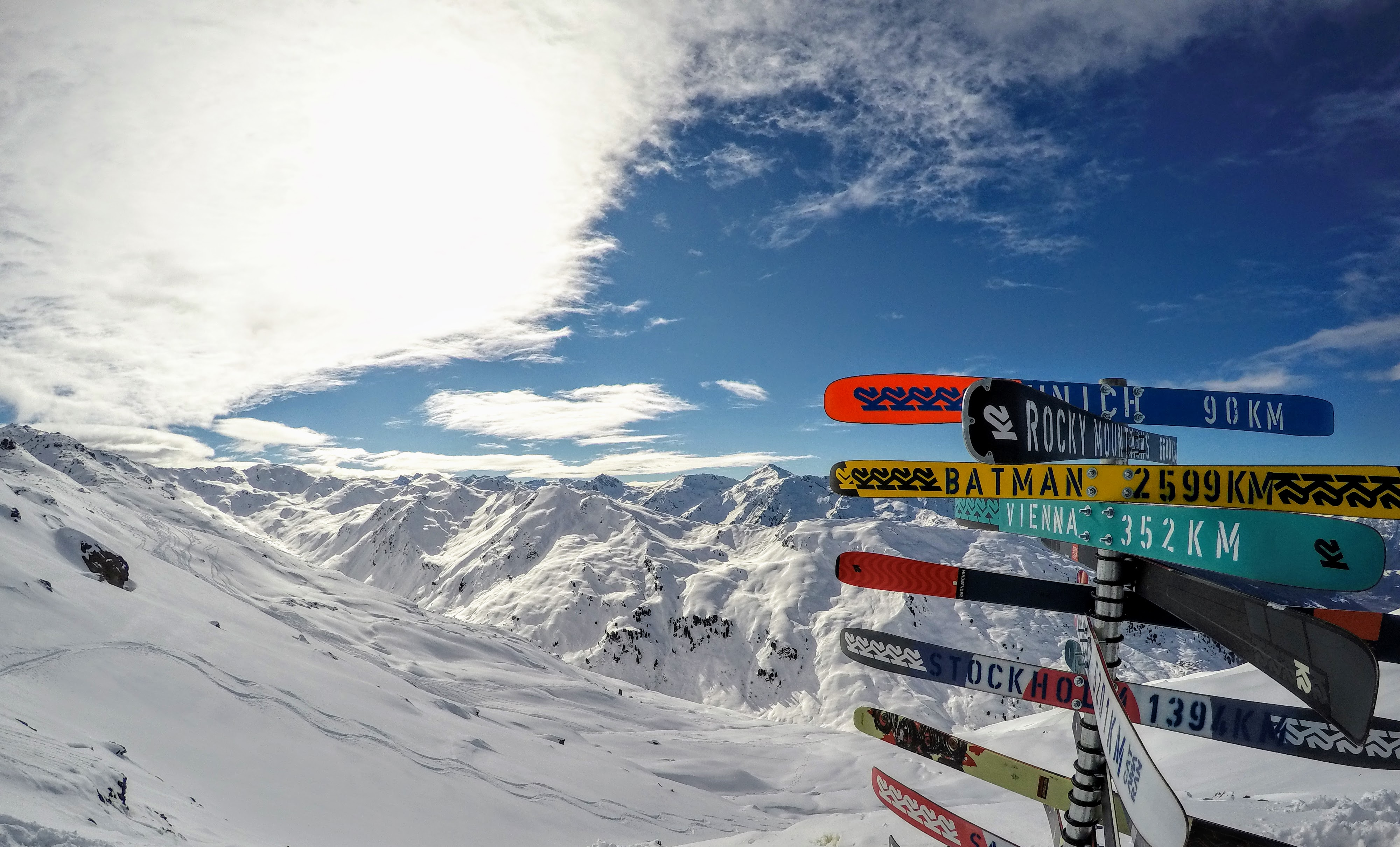
Touristischer Schilderbaum am Pfaffenbichl
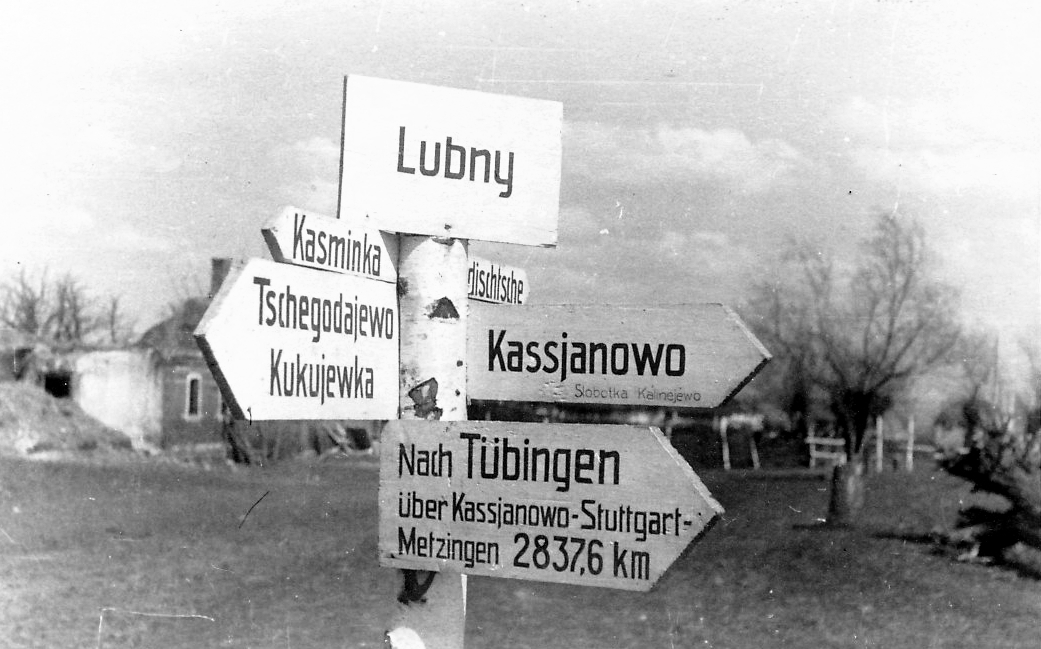
Schilderbaum in Lubny an der Oka (Ukraine, 1943)